# مونرو روزنفيلد
مونرو روزنفيلد (بالإنجليزية: Monroe H. Rosenfeld)‏ هو ملحن وصحفي أمريكي، ولد في 1861 في ريتشموند في الولايات المتحدة، وتوفي في 1918 في نيويورك في الولايات المتحدة.

## وصلات خارجية
- مونرو روزنفيلد على موقع IMDb (الإنجليزية)
- مونرو روزنفيلد على موقع ميوزك برينز (الإنجليزية)